# Dominic Monaghan
Dominic Bernard Patrick Luke Monaghan (sinh ngày 8 tháng 12 năm 1976) là diễn viên người Anh nổi tiếng.